# Crocidura fingui
Crocidura fingui, o musaranho-fingui, é uma espécie de musaranho da família Soricidae, endémica da ilha do Príncipe, São Tomé e Príncipe. Tem comprimento até 10 cm.